# Billie Yorke
Adeline „Billie“ Yorke (* 19. Dezember 1910; † 9. Dezember 2000) war eine britische Tennisspielerin der 1930er Jahre und fünffache Siegerin bei Grand-Slam-Turnieren.

## Karriere
Yorke gewann von 1936 bis 1938 dreimal in Folge die internationalen französischen Tennismeisterschaften und 1937 die Wimbledon Championships im Damendoppel, jeweils mit der Französin Simonne Mathieu als Doppelpartnerin.
Hinzu kam in ihrer Karrierebilanz noch ein Erfolg im Mixed, 1936 mit dem Franzosen Marcel Bernard in Paris.